# Damon Harrison
Damon Paul Harrison, soprannominato "Snacks" (New Iberia, 29 novembre 1988), è un giocatore di football americano statunitense che milita nel ruolo di defensive tackle per i Seattle Seahawks della National Football League (NFL).

## Carriera

### New York Jets
Dopo non essere stato scelto nel Draft NFL 2012, Harrison firmò con i New York Jets il 29 aprile 2012. Nella sua stagione da rookie disputò 5 partite, senza partire mai come titolare o fare registrare alcuna statistica 2012. Dopo la partenza di Sione Pouha e l'infortunio in pre-stagione di Kenrick Ellis, Harrison fu nominato defensive tackle titolare per la stagione 2013. Il 20 ottobre di quell'anno mise a segno il primo sack sul quarterback dei New England Patriots Tom Brady. Il suo 2013 si chiuse disputando tutte le 16 gare come titolare, con 66 tackle, 2 passaggi deviati e un sack. Harrison rimase con i Jets fino alla stagione 2015, giocando sempre come titolare.

### New York Giants
Harrison firmò con i New York Giants il 9 marzo 2016 un contratto quinquennale del valore di 9,25 milioni di dollari l'anno. Nella prima annata con la nuova maglia fu inserito nel First-team All-Pro dall'Associated Press mentre i suoi colleghi lo votarono al 96º posto nella NFL Top 100 dopo che mise a segno i nuovi primati personali in tackle (86), e sack (2,5).
Nell'undicesimo turno del 2017 Harrison mise a segno il primo intercetto in carriera su Alex Smith, consentendo ai Giants di battere i Kansas City Chiefs.

### Detroit Lions
Il 24 ottobre 2018, Harrison fu scambiato con i Detroit Lions per una scelta del quinto giro del Draft 2019.

### Seattle Seahawks
Il 7 ottobre 2020 Harrison firmò con la squadra di allenamento dei Seattle Seahawks.

## Palmarès
- First-team All-Pro: 1

2016